# Џони Инглиш
Џони Инглиш (енгл. Johnny English) је шпијунска комедија из 2003. режисера Питера Хаувита и сценариста Нила Первиса, Роберта Вејда и Вилијама Дејвиса. Филм је снимљен у америчко-британској продукцији Јуниверсал пикчерса.
У главним улогама су Роуан Аткинсон, Натали Имбруља, Бен Милер и Џон Малкович. Ово је први филм у серијалу Џони Инглиш и пародија на шпијунске филмове, првенствено филмове о Џејмс Бонду.
Филм је премијерно приказан у САД 18. јула 2003. и зарадио је мешане критике, али био је комерцијално успешан са зарадом преко 160 милиона долара. Филм је премијерно приказан у Уједињеном Краљевству 11. априла 2003. и био је најуспешнији филм по заради следеће три недеље, пре него што га је престигао филм Икс-људи 2.
Због комерцијалног успеха, снимљена су два наставка Џони Инглиш: Поново рођен (2011) и Џони Инглиш: Поново у акцији (2018).

## Радња
Кад се сазна да је омиљене британске драгуље неко украо, служба позива свог најбољег човека, агента број један, али готово исто тако брзо како се појавио, агент завршава три метра испод земље. Нажалост, и сваки следећи агент доживи исто. Остао је још само један човек, Џони Инглиш, за којег се сви надају да ће заштитити своју државу, сазнати ко стоји иза убистава његових претходника и демонског плана крађе Краљевских драгуља, симбола некадашњег Британског царства. Главни осумњичени су тајанствени француски предузетник Паскал и заводљива Лорна. Џони није дуго у тајној служби и већином је био канцеларијски пацов. Али када Краљевски драгуљи нестану из лондонског Тауера, сигурност целог света је под знаком питања. Неспретан, али оптимистичан и надобудан Џони с помоћником Бофом брзо делује у свом одлично опремљеном и специјализованом Астон Мартину, користи најновије оружје и има приступ поверљивим документима тајне службе. Он није најбоље што британска тајна служба има - он је једино што је остало. 

## Улоге
| Глумац             | Улога                    |
| ------------------ | ------------------------ |
| Роуан Аткинсон     | Џони Инглиш              |
| Бен Милер          | агент Ангус Боф          |
| Џон Малкович       | Паскал Суваж             |
| Натали Имбруља     | Лорна Кемпбел            |
| Оливер Форд Дејвис | Надбискуп кентерберијски |
| Тим Пигот-Смит     | Пегаз                    |
| Кевин Мекнали      | Премијер                 |